# Obertura italiana (escacs)
L'obertura italiana, de vegades citada com a partida italiana, és una família d'obertures d'escacs que comença amb les jugades:
1.e4 e5
2.Cf3 Cc6
3.Ac4
L'obertura italiana és una de les més antigues obertures de què es té constància; apareix al manuscrit de Göttingen i fou desenvolupada per jugadors com ara Damiano i Polerio al segle xvi, i posteriorment per Greco el 1620, qui li va donar la seva línia principal. Ha estat analitzada extensament durant més de 300 anys. El nom partida o obertura italiana és actualment usat al mateix nivell que Giuoco Piano, tot i que el segon nom es refereix més en concret a la línia que comença amb 3...Ac5. La italiana és una obertura oberta, o partida del doble peó de rei.
La jugada que defineix l'obertura és el moviment de l'alfil a c4 (i esdevenint així «l'alfil italià») tot preparant-se per a l'atac a la vulnerable casella f7 de les negres. Com a tal, el joc es caracteritza per un joc agressiu, on les millors possibilitats de les negres són sovint vigorosos contraatacs. La majoria dels grans mestres han abandonat en gran manera l'obertura italiana a favor de la Ruy López (3.Ab5) i l'escocesa (3.d4), perquè consideren que aquestes dues obertures són millors opcions per obtenir avantatge a llarg termini, però la italiana roman popular als escacs per correspondència, on als jugadors se'ls permet l'accés a la teoria publicada, i en les partides entre els aficionats.
|  |

## Variants principals

### 3...Ac5
Fins al segle xix, la línia principal de l'obertura italiana.
Batejat com el Giuoco Piano ("Joc Tranquil") en contraposició a les línies més agressives, continua amb 4.d3, la posició Giuoco Pianissimo ("Joc molt tranquil"), o la línia principal 4.c3 (el Giuoco Piano original) que condueix a posicions analitzades primerament per Greco al segle xvii, i revitalitzades a començaments del segle xx per l'atac de Moller.
Aquesta variant també inclou l'agressiu gambit Evans (4.b4), el gambit Jerome (4.Axf7+), i el gambit italià (4.d4) – tots ells intents del segle xix per obrir el joc.

### 3...Cf6
La més aggressiva defensa dels dos cavalls; està més per la feina del contraatac, i alguns (com per exemple Txigorin) havien proposat canviar-li el nom en conseqüència. La defensa dels dos cavalls inclou la variant de doble tall Traxler/Wilkes-Barre, l'agressiu atac Fegatello (o Fried Liver) i el complex atac Max Lange.

### 3...Ae7
La defensa hongaresa, ofereix un joc sòlid, tendent a les taules, que es tria sovint en el joc de torneig per evitar les complexitats i els riscos de les altres línies.

## Respostes negres poc comunes al tercer moviment

### 3...d6
La defensa París, una línia sòlida i posicional, que fou popular a les darreries del segle xix i començaments del XX, però que actualment és molt difícil de veure.

### 3...f5
El gambit Rousseau. La millor opció per les blanques és refusar-lo amb 4.d3.

### 3...Cd4
Aquest tercer moviment de les negres tan ostensiblement dèbil, conegut com a gambit Blackburne Shilling, és un fals gambit que espera provocar que les blanques caiguin al parany de capturar el peó indefens negre d'e5 amb 4.Cxe5. Encara que generalment es considera una pèrdua de temps contra jugadors més experimentats, a causa de la pèrdua de temps de les negres, el parany ha de ser evitat, ja que ha atrapat més d'un novell i podria provocar un ràpid i fàcil escac i mat contra els qui no estan familiaritzats amb la línia.

### 3...altres
3...g6 permet a les blanques atacar amb 4.d4 (4.d3 també s'ha fet servir) exd4 5.c3! (5.Cxd4 i 5.Ag5 també són possibles) dxc3 6.Cxc3 Ag7 i ara 7.Db3 (Unzicker) o 7.Ag5 (O'Kelley).
Unzicker ha analitzat 3...Df6?! 4.Cc3 Cge7 5.Cb5 i les blanques tenen avantatge.